# I Congresso dei Fasci italiani di combattimento
Il I Congresso dei Fasci italiani di combattimento si tenne a Firenze il 9 e il 10 ottobre 1919, in seguito alla definizione del programma di Sansepolcro.

## Svolgimento del congresso
Secondo i dati ufficiali al congresso avrebbero preso parte i rappresentanti di 137 fasci per un totale di 40385 iscritti, cifre che lo storico Renzo De Felice considera "molto gonfiate ad arte per evidenti scopi propagandistici". In effetti nel successivo congresso di Roma del 1921, la rappresentanza venne retrospettivamente ridimensionata in "56 fasci con circa 17000 iscritti.
Tra gli interventi di maggior peso: Umberto Fabbri di Roma che presentò il programma del movimento, Filippo Tommaso Marinetti che sviluppò un discorso violentemente anticlericale tendente ad imporre "l'espulsione del papato" dall'Italia (obiettivo che Marinetti definì svaticanamento), Giacomo Francia, delegato di Trani che affrontò i problemi dell'Italia meridionale e Michele Bianchi che sostenne l'opportunità di mantenere libertà d'azione nelle alleanze elettorali (la maggioranza sosteneva invece la necessità di aderire solo a blocchi di interventisti di sinistra).
Benito Mussolini sviluppò un discorso molto possibilista, dichiarando di non aver pregiudiziali né monarchiche né repubblicane, adombrò la minaccia di una insurrezione ma nello stesso tempo dichiarò che l'occupazione dannunziana di Fiume si sarebbe risolta positivamente senza la necessità di una sollevazione rivoluzionaria. Chiese l'abolizione della censura sulla stampa, per le future elezioni politiche individuò in una coalizione di interventisti di sinistra l'unica alleanza possibile. Attaccò il governo Nitti e velatamente la monarchia che lo sosteneva.

### Ordini del giorno approvati
A conclusione dell'intervento Mussolini propose quattro ordini del giorno che vennero approvati:
- "adesione al movimento di liberazione economica e di autonomia della classe operaia" (sostegno quindi ai sindacati Unione italiana del lavoro e Federazione italiana lavoratori del mare;
- abolizione della censura;
- sostegno a Gabriele D'Annunzio
- alleanze elettorali.[2]

## Le elezioni del 1919
La strategia per le elezioni politiche deliberata dal congresso si rivelò tuttavia fallimentare, evidenziando la debolezza di un movimento costituito da pochi mesi. Il tentativo di creare un blocco elettorale che includesse le altre forze della sinistra interventista, come repubblicani e sindacalisti rivoluzionari, venne respinto dagli interlocutori. In conclusione: a Milano i fascisti dovettero ripiegare su di una lista unitaria con futuristi, arditi e volontari di guerra (in cui ebbero una presenza molto minoritaria), in nessuna delle altre circoscrizioni riuscirono a presentare proprie liste. In alcune circoscrizioni i fasci di combattimento finirono per appoggiare liste liberali di opposizione al governo (facendo quindi l'esatto contrario di quanto era stato deciso dal congresso). I risultati elettorali furono modestissimi.